# Huaxinghui

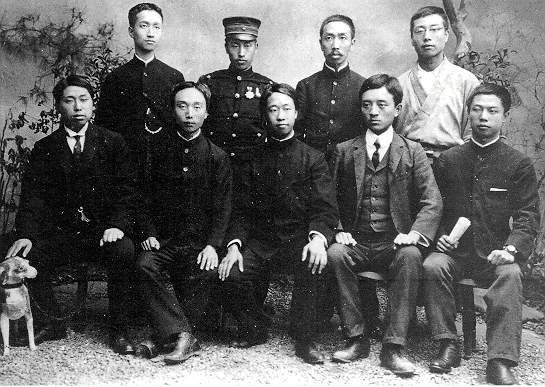
Photo des chefs du Huaxinghui prise à Tokyo en 1905. Huang Xing est le premier assis à gauche, et Song Jiaoren est le quatrième assis.

Le Huaxinghui (华兴会, Huáxīng Huì, « Société pour la renaissance de la Chine »), est un parti révolutionnaire fondé par Huang Xing et Zhang Shizhao le 15 février 1904 au Hunan dans le but de renverser la dynastie Qing. La plupart de ses membres sont plus tard devenus des figures clés du Tongmenghui. Le Huaxinghui est dominé par des étudiants du Hunan de retour du Japon. Il a à l'origine de fortes connexions avec des sociétés secrètes, en particulier celle fondée par Ko-Lao Hui et dont la structure organisationnelle est copiée par le Huaxinghui, principalement dans le domaine de la chaîne de commandement militaire. Le but originel du parti est de « bouter les Tartares » en assassinant d'importants officiels mandchous.
Après deux échecs de soulèvements, en novembre 1904 et début 1905, Huang Xing fuit au Japon où il rencontre Sun Yat-sen et discute de la possibilité de fusionner le Xingzhonghui de Sun avec le Huaxinghui. Un compromis est trouvé, et Huang décide de pleinement soutenir Sun. Le Huaxinghui cesse alors d'exister. Le 20 août 1905, Sun Yat-sen est élu chef du nouveau parti nommé le Tongmenghui. De nos jours, les historiens s'accordent à dire que sans la participation du Huaxinghui, la création du Tongmenghui n'aurait pas été possible.

## Citations
1. ↑  Pak-wah Leung 1992